# Ewa Bryl
Ewa Dorota Bryl (ur. w Braniewie) – polska profesor doktor habilitowana nauk medycznych, wykładowca Gdańskiego Uniwersytetu Medyczego.

## Życiorys
Urodziła się w Braniewie. Tam ukończył szkołę podstawową, a następnie Liceum Ogólnokształcące im. Feliksa Nowowiejskiego o profilu matematyczno-fizycznym.
W 1997 uzyskała w Akademii Medycznej w Gdańsku stopień doktora na podstawie pracy Rola interleukiny 2 (IL2), interleukiny 6 (IL6) oraz czynnika martwicy nowotworowej alfa (TNF alfa) w regulacji aktywności cytotoksycznej NK. W latach 1998–2001 przebywała na stażu podoktorskim w Mayo Clinic (Rochester, Minnesota) w Stanach Zjednoczonych. Po powrocie do kraju w roku 2001 rozpoczęła pracę na etacie specjalisty w Zakładzie Immunopatologii. W 2004 na wydziale lekarskim Akademii Medycznej w Gdańsku uzyskała stopień doktora habilitowanego na podstawie pracy Zmiany ekspresji cząsteczki CD28 na limfocytach CD4+ u chorych na reumatoidalne zapalenie stawów; rola czynnika martwicy nowotworów i konsekwencje dla odpowiedzi immunologicznej.
Postanowieniem Prezydenta Rzeczypospolitej Polskiej z dnia 19 grudnia 2014 został jej nadany tytuł profesora, który odebrała w dniu 21 stycznia 2015.
Działalnością dydaktyczną zajmuje się od roku 1991. Prowadziła wykłady i seminaria między innymi na kierunkach: pielęgniarstwo, położnictwo, ratownictwo medyczne i fizjoterapia. Od roku 2013 kieruje Zakładem Patologii i Reumatologii Doświadczalnej Gdańskiego Uniwersytetu Medycznego.

## Życie prywatne
Jest zamężna.